# Ingenheim
Ingenheim je občina v departmaju Bas-Rhin francoske regije Alzacija.
Leta 1990 je v občini živelo 296 oseb oz. 55 oseb/km².